# Friedrich Meznik
Friedrich „Fritz“ Meznik (* 4. Februar 1908 in Wien; † 4. August 1989 ebenda) war ein österreichischer Jurist und Journalist.

## Werdegang
Meznik studierte Rechtswissenschaften an der Universität Wien und schloss im Januar 1932 mit Promotion ab. Seit 1929 war er Mitglied der katholischen Studentenverbindung KÖHV Franco-Bavaria Wien. Nach Tätigkeit bei Gerichten trat er im Juli 1933 in die Finanzverwaltung ein. 1936 wechselte er in die handelspolitische Sektion beim Bundesministerium für Handel und Verkehr. Mit dem Anschluss Österreichs an das Deutsche Reich wurde er im März 1938 strafversetzt und im August 1938 aus dem öffentlichen Dienst entlassen. Fortan war er als freier Journalist tätig.
1942 wurde er zum Kriegsdienst herangezogen. Er desertierte in Frankreich und schloss sich der Résistance an. 1945 wurde er Leiter des aus dem Hauptquartier der US-Armee in Paris nach Österreich ausgestrahlten Rundfunkprogramms.
Nach seiner Rückkehr nach Österreich war er ab 1946 beim Bundespressedienst tätig. Von 1955 bis zum Eintritt in den Ruhestand im Juli 1972 war er dessen Leiter.
Meznik wurde am Wiener Zentralfriedhof bestattet.

## Ehrungen
- 1956: Großes Verdienstkreuz mit Stern der Bundesrepublik Deutschland